# Karta przebiegu ciąży
Karta przebiegu ciąży (karta ciąży) – podstawowy dokument ciężarnej. Zawiera najważniejsze informacje dotyczące przebiegu ciąży, a także wyniki badań. Zakładana jest przez lekarza ginekologa podczas pierwszej wizyty, po potwierdzeniu ciąży. Uzupełniana jest podczas wszystkich kolejnych wizyt w trakcie trwania ciąży.